# Catherine Gattilusio
Catherine Gattilusio (morte en 1442) est une princesse italienne, fille d'Orietta Doria et de Dorino Ier Gattilusio, seigneur de l'île de Lesbos et brièvement épouse du futur empereur byzantin Constantin XI avec qui elle s'unit en 1441. Appartenant à une famille de la noblesse italienne installée en Grèce dans le cadre de la Francocratie à partir du XIIIe siècle, elle  est choisie comme deuxième épouse par Constantin Paléologue, frère de l'empereur Jean VIII Paléologue et héritier présomptif du trône byzantin. Les raisons de ce choix demeurent méconnues mais c'est Georges Sphrantzès, fidèle ami de Constantin, qui arrange l'union. L'Empire est alors en grand danger face à l'Empire ottoman et Lesbos, l'une des principales îles de la mer Egée, est proche de Constantinople. Constantin l'épouse sur l'île à l'été 1441 mais il doit rapidement se rendre dans le despotat de Morée. Catherine reste sur l'île avant le retour de son époux quelques mois plus tard, appelé à l'aide par Jean VIII, sous la menace des Ottomans et d'une révolte de Démétrios Paléologue. Constantin prend la route de la cité impériale et, cette fois, Catherine l'accompagne. Tous deux font étape sur l'île de Lemnos où ils sont rapidement bloqués par les Turcs. Au cours de ce siège, dont ils ne sont délivrés que par une intervention de Venise, Catherine tombe malade alors qu'elle est enceinte et s'éteint à peine un an après son mariage, laissant Constantin veuf pour la deuxième fois et sans enfant. Elle est enterrée à Myrina.